# Rosenhain (Adelsgeschlecht)
Rosenhain, auch Rosenhayn, war eine oberlausitzische Patrizierfamilie, die wegen des Görlitzer Bürgers Andreas Rosenhain „treuer und williger Dienste um das Kaiserhaus“ im Jahr 1544 in den Adelsstand erhoben wurde. Über Generationen hinweg saßen Familienangehörige im Görlitzer und Bautzener Rat. Einige waren Bürgermeister. Die Familie war mit angesehenen, alteingesessenen und einflussreichen Familien und Bürgern verschwägert. Im 16. und 17. Jahrhundert hatten die Sechsstädte Görlitz, Bautzen, Zittau und Kamenz „in beträchtlichem Umfang“ Schulden bei den Rosenhains.
Naheliegend, aber wohl ohne wissenschaftlichen Nachweis, ist ihr Herkunftsort Rosenhain bei Löbau.

## Geschichte
Anton Rosenhain (* 1517; † 1572) war der Sohn des Johannes Rosenhain († 1532) und Enkel des Matthias Rosenhain († 1517). Anton war Bürgermeister der Stadt Bautzen und auch Matthias und Johannes waren Bürgermeister. Ab 1520, vielleicht schon im 15. Jahrhundert war die Familie Rosenhain auch in Görlitz aktiv, so Valerius Rosenhain (auch Marcus Valerius Rosenhain; * wahrscheinlich 1485 in Görlitz). Er hatte 1496 in Leipzig studiert und gleicherorts 1502 das artistische Bakkalaureat und 1505 den Magistergrad erworben. Vor 1509 wurde er in Bautzen Kanoniker und bezog die Pfründe („Präbende“) zu St. Donat. 1520 war er in Görlitz einer von drei Testamentsvollstreckern Martin Fabris. Er war außerdem seit 1524 schwenckfeldscher und lutherischer Prediger in der liegnitzschen Peter-Paul-Kirche, wo er auch zum Pastor primarius berufen wurde, und 1538 zu St. Nikolaus in Neurode zumindest schwenckfeldscher Prediger.
Antons Schwester Anna heiratete Konrad Nesen, Antons Bruder Andreas wurde am 28. Mai 1544 in Speyer von Kaiser Karl V. geadelt. Johannes Hass ist nach seinen Aufzeichnungen im Jahr 1510 mit Andreas auf den Gerichtstag nach Dresden geritten, wo der Straßenräuber Hans von Maxen gefangen gehalten wurde. Andreas ging nach seiner Nobilitierung nach Regensburg und wurde dort Syndikus. Antons Tochter Anna heiratete den Görlitzer Bürgermeister Onophrius Schnitter. Der Ehe entstammten beispielsweise die Bürgermeister Tobias und Georg Schnitter. Antons Sohn Hieronymus (* 1548; † 1611) war Kaufmann, der Faktoreien in Nürnberg und in Thorn besaß. Seit 1591 saß er im Bautzener Rat, später war er Kämmerer. Er und seine Witwe liehen der Stadt Görlitz mehrmals Geld. Martha, eine weitere Tochter Antons, hatte Georg Schmidt von Schmiedebach als Ehemann.
Onophrius Rosenhain († 29. Dezember 1567) war von 1548 bis an sein Lebensende Görlitzer Ratsherr. Er und sein Bruder Viktorin besaßen Holtendorf. Des letzteren Tochter Anna Rosenhain († 6. März 1585) heiratete um 1537/38 den Görlitzer Ratsherr Peter Schwofheim († 5. Juli 1551) und in zweiter Ehe um 1555 den Bürgermeister Johann Glich/Glück. Die unmittelbare Verwandtschaft dieses Rosenhainer Stammes zu ihren Verwandten Rosenhain ist nicht recherchiert.
Hieronymus’ Tochter Martha (* 1582; † 1632) heiratete 1613 Gregor Mättig. Seine Tochter Dorothea heiratete den Zittauer Bürgermeister Prokopius Naso. Hieronymus’ Sohn Anton (* 1579; † 1646) zählte sich zu den Stiftern des evangelischen Abendmahlsaltars im Dom St. Petri in Bautzen. 1646 wurde er vom sächsischen Kurfürsten in eine Untersuchungskommission betreffend die Bautzener Finanzen berufen. Auf den 24. September 1646 ist sein Bericht an den Landvogt datiert, der die Bautzener Bürgermeister Johann Röhrscheid und Peter Heinrich sehr schlecht aussehen ließ. Anton Rosenhain starb im Alter von 67 Jahren. Mit ihm starb sein Geschlecht in männlicher Linie aus. Es lebte weiter in den Nachkommen seiner Schwestern Dorothea und Martha, ohne den Namen Rosenhain.

## Name
Der Name des Geschlechts wurde auch, beispielsweise bei Leopold von Ledebur, mit Rosenhagen, Rosenheim oder auch Rosenhan wiedergegeben. Diesen Schreibweisen aber widersprach Ernst Heinrich Kneschke und stand dem „besonderem geschlechtsverwandtschaftlichem Interesse“ der Redaktion zur Seite, der „viele alte Papiere des Stammes Rosenhain“ vorlagen. Der Stamm habe sich früher meist Rosenhayn geschrieben.

## Wappen
Im längs gespaltenen Schild links (heraldisch vorne) in rubinrot ein silberner Querbalken mit einer roten Rose darin und rechts (heraldisch hinten) längs auf silber drei rote Rosen. Der Butzen in den Rosen ist gelb. Über dem Wappen ein Stechhelm mit rubinrot-silbernen Helmdecken. Auf dem Helm ein auch rubinrot-silberner Pausch mit zwei hintenausfliegenden Binden. Darüber „entspringet“ ein Flug mit dem gleichen Wappen wie auf dem Schild.
Die Farben rubinrot und silbern können auch durch rot bzw. weiß ersetzt werden (vergleiche auch: Tingierung).